# الشرجة (جازان)
الشرجة، أو مدينة الشرجة الإسلامية مدينة أثرية قديمة، تقع في منطقة جازان جنوب المملكة العربية السعودية. اشتهرت المدينة بكونها أحد مراحل طريق الحج والتجارة الساحلي بين مكة المكرمة وجنوب شبه الجزيرة العربية٬ إلى جانب كونها واجهة بحرية لظهر جغرافي واسع من الشرق٬ وميناءً كانت له صلاته التجارية بموانئ البحر الأحمر الأخرى في جنوب الجزيرة العربية والحجاز وشرق أفريقيا.

## نظرة عامة
تقع الشرجة في أقصى الجنوب الغربي لمنطقة جازان. وهي مدينة ساحلية٬ وميناء من موانئ جنوب البحر الأحمر ازدهر في العصور الإسلامية٬ واشتهر بصلاته وعلاقاته التجارية مع الموانئ الإسلامية الأخرى في كل من الحجاز وجنوب الجزيرة العربية٬ ومع الحبشة على الجهة المقابلة من البحر الأحمر. وقد عرفت الشرجة باسم شرجة حَرَض نسبة إلى وادي حرض المشهور الذي تقع على أحد مصباته المفضية إلى البحر الأحمر مما يلي المملكة العربية السعودية٬ وذلك تمييزًا لها عن مدن أخرى تحمل الاسم نفسه٬ وتضاف إلى ما حولها من أمكنة٬ ومنها: شرجة سردد، وشرجة زبيد، وشرجة حيس، وكلها تقع في سهل تهامة. كما عرفت هذه المدينة بساحل بلد حكم الذي يعني حَرَض أيضًا، لأن مدينة حرض كانت فيما مضى حاضرة لما كان يعرف باسم مخلاف حكم المنسوب إلى قبيلة الحكم٬ وذلك قبل توحيده مع مخلاف عثر الواقع إلى الشمال منه ليشكلا معًا المخلاف السليماني الذي اشتهرت به منطقة جازان حتى عهد ليس بالبعيد.

## التاريخ
يرد ذكر الشرجة في عدد من المصادر التاريخية والجغرافية على أنها محطة من محطات طريق الحج والتجارة الساحلي إلى مكة المكرمة٬ وميناء محلي على البحر الأحمر يخدم وادي حرض وما حوله من الأجزاء الجنوبية للمخلاف السليماني٬ وما بجانبه من البلدان الزراعية الواقعة اليوم في جنوب المنطقة. وهي بلدة تاريخية طبقًا لما يشير إليه ياقوت الحمودي أن الشرجة أول كورة عثر التي هي عاصمة لمخلاف منسوب إليها هو مخلاف عثر٬ ثم عاصمة للمخلاف السليماني٬ وتشير الدلائل التاريخية إلى أن الشرجة كانت معروفة منذ ما قبل الإسلام٬ واستمر عمرانها إلى القرن التاسع الهجري (الخامس عشر الميلادي)٬ وربما امتد بها الزمن إلى مطلع القرن الذي يليه٬ ونسب إليها غير واحد من المشاهير طوال تاريخها الإسلامي٬ وهي اليوم في حكم المندثرة٬ ولا يدل عليها سوى سياج حديدي ضربته عليها منذ وقت ليس بالقصير وكالة الآثار والمتاحف٬ سور لا يشمل الموقع الأثري لمدينة الشرجة بحدوده كاملة٬ إذ إن مساحات ليست قليلة من الموقع لا تزال خارج حدود السور.

## الآثار
تقع آثار الشرجة على بعد بضع مئات من الأمتار إلى الشمال الشرقي من مبنى حرس الحدود السعودي٬ ويمتد الموقع على مسافة شاسعة من الجنوب إلى الشمال٬ ويتكون من عدد من التلال الأثرية٬ أحد أهم هذه التلال هو التل الجنوبي الذي يقع على بعد نحو 300 متر إلى الشرق من موقع حرس الحدود٬ يليه بمسافة 200 متر من الشمال الشرقي موقع المقبرة٬ ثم الموقع الشمالي الذي يبعد عن الجنوبي بنحو 600 متر٬ ويفصل بين الموقعين سبخة منبسطة وخالية من أي استيطان٬ بالإضافة إلى المقبرة الواقعة على ربوة مرتفعة نسبيا عن السبخة الواقعة بين الموقعين. لا تظهر على موقع الشرجة أي آثار لمباني شاخصة٬ وإنما أكوام من الأحجار المتناثرة هنا وهناك، ما يدل على أنها بقايا أنقاض لمباني قديمة متهدمة٬ وخصوصًا أنه يظهر من بين تلك الأكوام بعض أساسات لجدران كانت لتلك المباني. تتناثر على سطح الموقع كميات كبيرة من كسر الآنية الفخارية والخزفية. كما يوجد بالقرب من الموقع خور مستطيل من ناحية البحر٬ به أحجار متراصة بعضها بجانب بعض٬ مما يوحي بأنها ربما كانت جزءًا من رصيف المرسى٬ أو أحد المرافق الملحقة به.
كانت الشرجة من المدن الإسلامية المعروفة في منطقة جازان بوصفها إحدى مراحل طريق الحج والتجارة الساحلي بين مكة المكرمة وجنوب الجزيرة العربية٬ هذا إلى جانب كونها واجهة بحرية لظهر جغرافي واسع من الشرق٬ وميناءً كانت له صلاته التجارية بموانئ البحر الأحمر الأخرى في جنوب الجزيرة العربية والحجاز وشرق إفريقية. وامتد عمران المدينة منذ ما قبل الإسلام حتى مشارف العصر الحديث.